# Àrtam cellablanc
L'àrtam cellablanc (Artamus superciliosus) és una espècie d'ocell de la família dels artàmids (Artamidae)

## Hàbitat i distribució
Habita sabanes amb arbres principalment de l'interior d'Austràlia a excepció del Territori del Nord, Península del Cap York i sud-oest d'Austràlia Occidental. Cria regularment a l'est d'Austràlia des del nord de Queensland (Riu Mitchell), cap al sud, a través de Nova Gal·les del Sud i Austràlia Meridional fins Victòria. Cria ocasionalment cap a l'oest fins Austràlia Occidental i fins l'illa de King a l'estret de Bass i nord de Tasmània. Nòmada.